# Казале Мартини (Кјети)
Казале Мартини (итал. Casale Martini) је насеље у Италији у округу Кјети, региону Абруцо.
Према процени из 2011. у насељу је живело 16 становника. Насеље се налази на надморској висини од 1006 м.